# Reginaldo Montes
Reginaldo Enrique Montes Álvarez (Sahagún, Colombia; 11 de marzo de 1966) es un político colombiano miembro del Cambio Radical. Ha hecho parte del Senado y de la Cámara de Representantes de Colombia. El 25 de noviembre de 2008, la Corte Suprema de Justicia condenó a Montes a seis años de prisión por el delito de concierto para delinquir agravado por sus vínculos con los paramilitares. Fue uno de los firmantes del Pacto de Ralito.

## Congresista de Colombia
En las elecciones legislativas de Colombia de 2006, Montes Álvarez fue elegido senador de la república de Colombia con un total de 38.498 votos. En las elecciones legislativas de Colombia de 1998, Montes Álvarez fue elegido miembro de la Cámara de Representantes de Colombia con un total de 43.014 votos. Posteriormente en las elecciones legislativas de Colombia de 2002, Montes Álvarez fue reelecto miembro de la Cámara con un total de 48.302 votos.

### Iniciativas
El legado legislativo de Reginaldo Enrique Montes Álvarez se identificó por su participación en las siguientes iniciativas desde el congreso:

- Crear tarifas especiales para los estudiantes y personas de la tercera edad en que utilicen servicios públicos de transporte masivo de pasajeros en Colombia.[5]
- Asegurar la prestación eficiente y continua de los servicios públicos, los que se prestarán por cada municipio cuando las características técnicas, económicas y las conveniencias generales lo permitan.[6]
- El Departamento del Amazonas tendría una legislación especial en materia ambiental, turística, cultural, administrativa, aduanera, tributaria, fiscal, de comercio y de fomento económico (Retirado).[7]
- Regular el procedimiento que deberá seguirse para la elección del Registrador Nacional del Estado Civil, de conformidad con lo dispuesto en el artículo 266 de la Constitución Política (Archivado).[8]
- Modificar el inciso 1° del artículo 323 de la Constitución Política de manera que el Concejo Distrital estuviera integrado por 33 concejales.[9]
- Reducir o congelar el número actual de Concejales de Bogotá (Sancionado como ley).[10]
- Incorporar a la red nacional de carreteras una vía ubicada en la zona de Urabá, departamento de Antioquía y las cabeceras de los ríos Sinó y san Jorge.[11]
- Adicionar el parágrafo 1° del artículo 180 de la Carta Política, con el fin de ampliar la misma para permitir que los Senadores y Representantes puedan ejercer los cargos de Ministros del Despacho, Directores de Departamento Administrativo y agentes diplomáticos (Archivado).[12]
- Incluir las competencia de la Auditoría para ejercer control fiscal sobre todas las contralorías y período del Auditor General de la República (Archivado).[13]
- Modificar el período de los personeros municipales, distritales y el distrito capital (Sancionado como ley).[14]

## Carrera política
Su trayectoria política se ha identificado por:

### Partidos políticos
A lo largo de su carrera ha representado los siguientes partidos:
| Partido político | Fecha Inicio        | Fecha Fin           |
| Cambio Radical   | 20 de julio de 2002 |                     |
| Partido Liberal  | 20 de julio de 1998 | 19 de julio de 2002 |

### Cargos públicos
Entre los cargos públicos ocupados por Reginaldo Enrique Montes Álvarez, se identifican:
| Cargo público             | Partido político | Fecha Inicio        | Fecha Fin               |
| Senador de la República   | Cambio Radical   | 20 de julio de 2006 | 21 de agosto de 2007    |
| Representante a la Cámara | Cambio Radical   | 20 de julio de 2002 | 19 de julio de 2006     |
| Representante a la Cámara | Partido Liberal  | 20 de julio de 1998 | 19 de julio de 2002     |
| Diputado Asamblea Córdoba |                  | 1 de enero de 1995  | 31 de diciembre de 1997 |
| Concejal Sahagún, Córdoba |                  | 1 de junio de 1990  | 31 de julio de 1991     |